# Морбіан
Морбіан (фр. Morbihan, брет. Mor-Bihan) — департамент на заході Франції, один з департаментів регіону Бретань. Порядковий номер 56. Адміністративний центр — Ванн. Населення 643,9 тис. чоловік (32-є місце серед департаментів, дані 1999 р.).

## Географія
Площа території 6 823 км². Департамент омивається водами затоки Морбіан, його територія охоплює декілька островів у цій затоці, зокрема:
- Бель-Іль;
- Груа;
- Уа;
- Оедік.

Департамент містить 3 округи, 42 кантони і 261 комуна.

## Історія
Морбіан — один з перших 83 департаментів, утворених під час Великої французької революції в березні 1790 р. Виник на території колишньої провінції Бретань. Назва походить від затоки Морбіан (у перекладі з бретонської буквальне «маленьке море»).

## Галерея

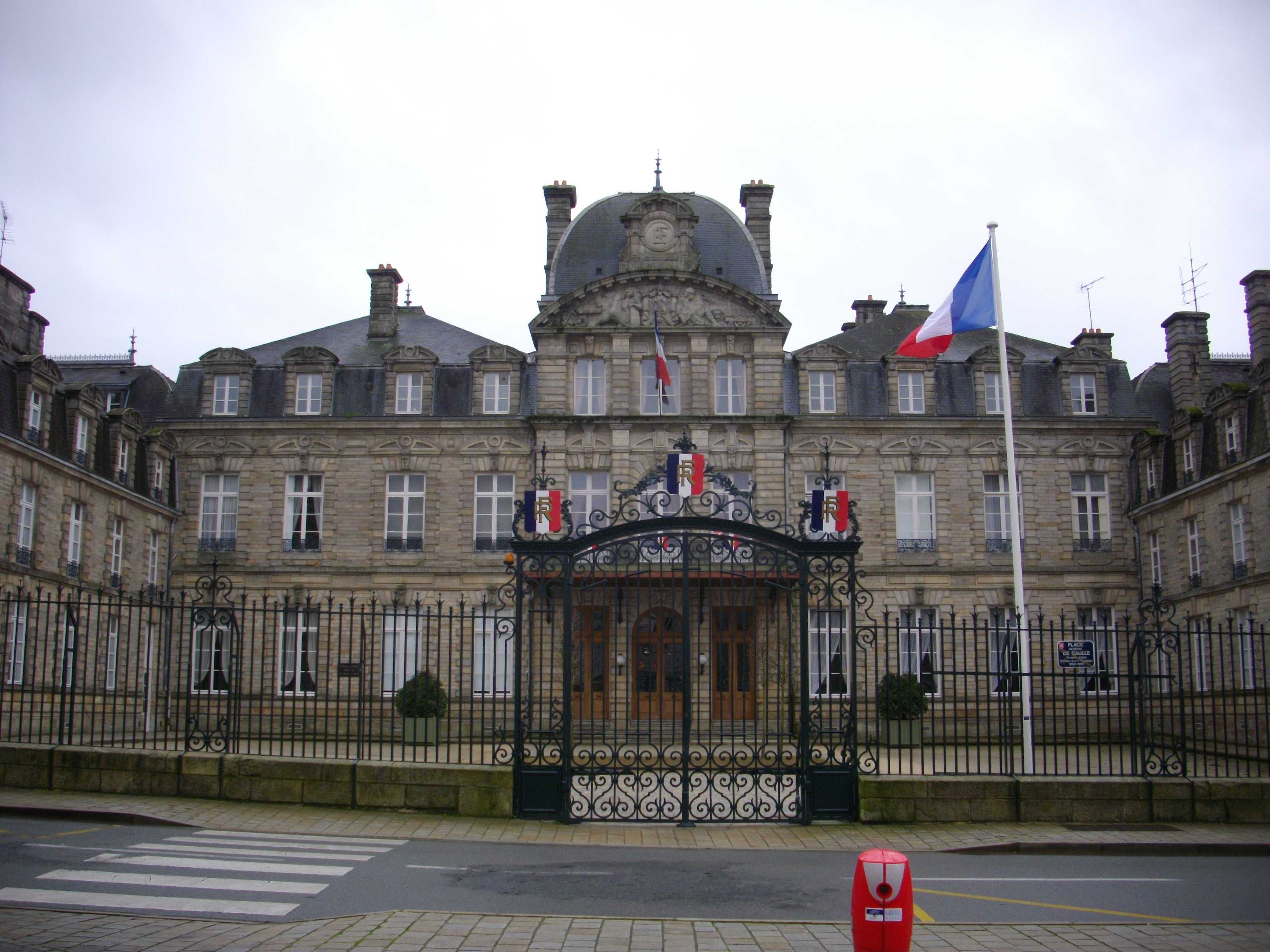
Префектура
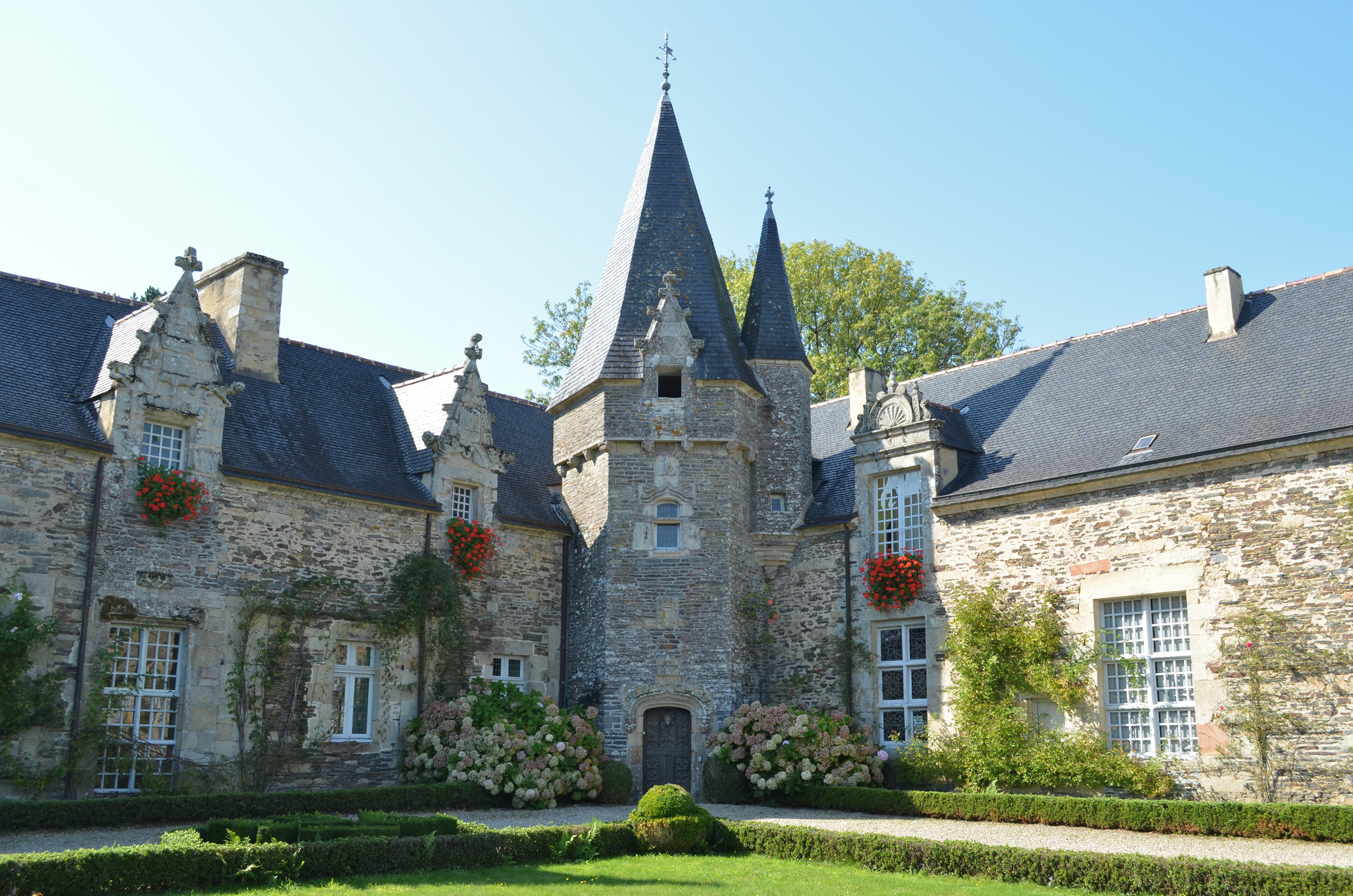
Рошфор-ан-Терр
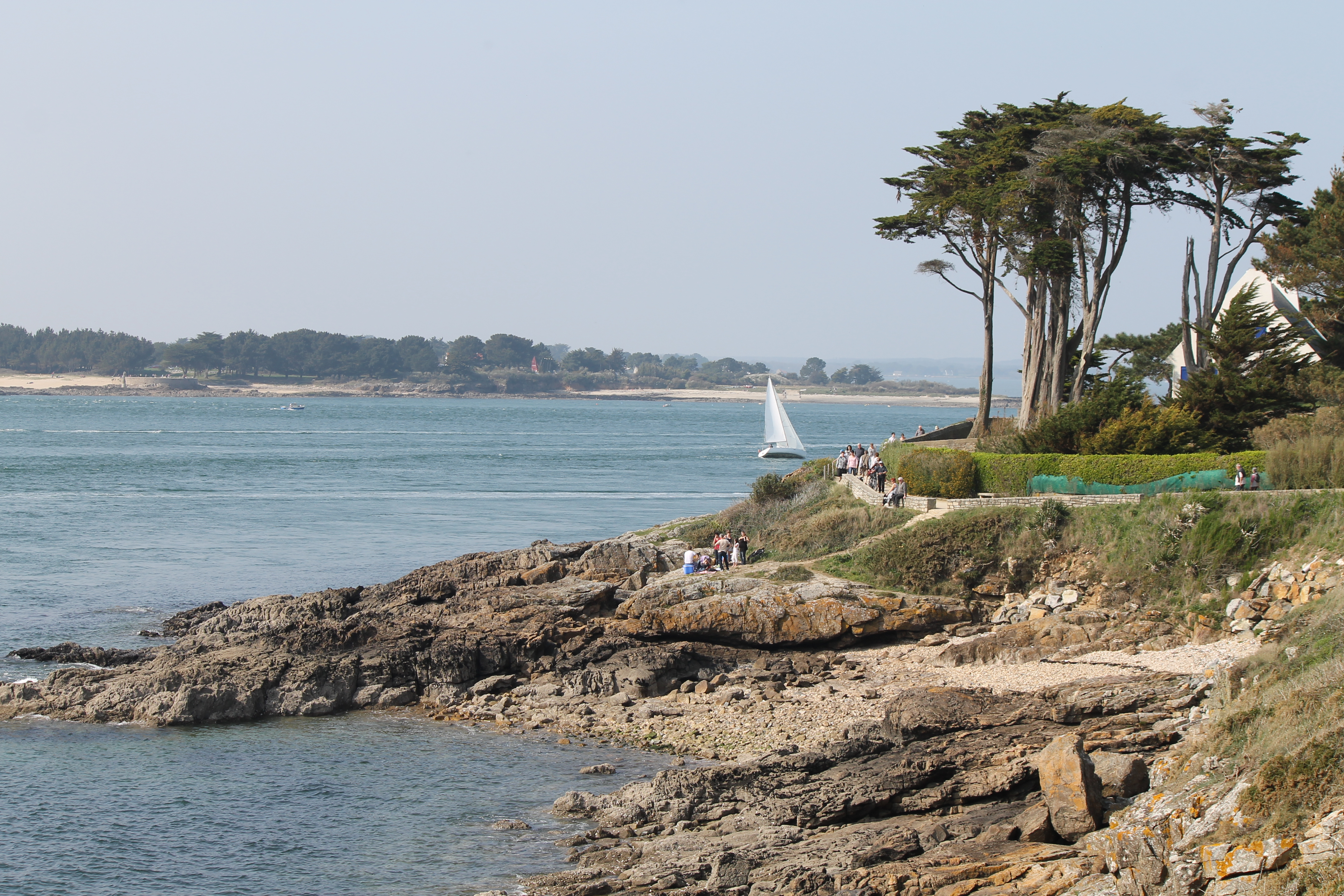
Затока Морбіан є популярним місцем вітрильного спорту